# فینال جام حذفی فوتبال انگلستان ۱۹۶۶
فینال جام حذفی فوتبال انگلستان ۱۹۶۶، رقابت پایانی جام حذفی فوتبال انگلستان در سال ۱۹۶۶ میلادی است که مابین دو تیم باشگاه فوتبال اورتون و باشگاه فوتبال شفیلد ونزدی در ورزشگاه ومبلی لندن برگزار شده‌است.
این مسابقه که در تاریخ ۱۴ مه ۱۹۶۶ انجام شده‌است با نتیجه ۳ بر ۲ به سود تیم باشگاه فوتبال اورتون به پایان رسید.